# Stylopoma consobrina
Stylopoma consobrina är en mossdjursart som beskrevs av Tilbrook 2006. Stylopoma consobrina ingår i släktet Stylopoma och familjen Schizoporellidae. Inga underarter finns listade i Catalogue of Life.